# Adelajda Ortenburško-Radovljiška
Adelajda Ortenburško-Radovljiška ali Adelajda Ortenburška, žena  Ulrika I., * neznano, † okrog 1390.
Adelajda Ortenburško-Radovljiška je izhajala iz ugledne plemiške družine Ortenburžanov. Leta 1360 se je omožila z Ulrikom I., (Ulrikova sestra Ana pa že leta 1354 z Adelajdinim bratom Otonom Ortenburškim). Rodil se jima je sin Viljem Celjski. Adelajdin soprog je umrl že leta 1368, sama ga je preživela za 20 let. Krepitve sorodstvenih vezi med Ortenburžani in Celjskimi grofi so leta 1377 omogočile nastanek dedne pogodbe, na podlagi katere je bilo leta 1420 Celjskim omogočeno dedovanje ortenburških posesti na Kranjskem in Koroškem.